# Verkhovyna (huyện)
Verkhovyna (tiếng Ukraina: Верховинський район, chuyển tự: Verkhovynas’kyi raion) là một huyện của tỉnh Ivano-Frankivsk thuộc Ukraina. Huyện Verkhovyna có diện tích 1254 kilômét vuông, dân số theo điều tra dân số ngày 5 tháng 12 năm 2001 là 30.048 người với mật độ 24 người/km². Trung tâm huyện nằm ở Verkhovyna.